# Post-It

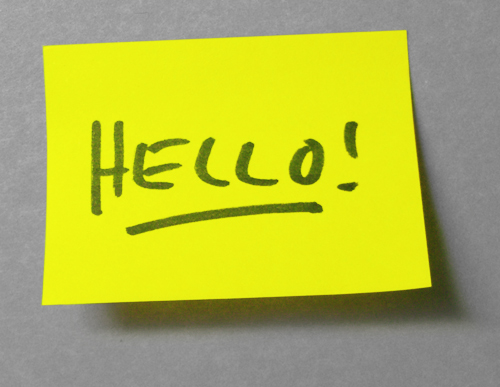
En Post-It-lapp med texten "Hello!" (engelska; på svenska: “Hej!”)

Post-It, kallad notis eller fästis på svenska, är ett självhäftande pappersark som säljs i kub. Den vanligaste Post-It-lappen är kvadratisk och ljusgul, men de förekommer även i många andra färger och former.
Post-It-lappen uppfanns av Spencer Silver och Arthur Fry vid företaget 3M i USA, och introducerades år 1977.
Det återanvändningsbara klistret som utgör stommen bakom lapparna kom till när uppfinnaren Spencer Silver försökte skapa ett superlim, men resultatet blev ett klister som gick lätt att ta bort. Han försökte ändå få företaget att använda det, men förgäves.
Fyra år senare blev arbetskamraten Arthur Fry irriterad över att de papper han använde som bokmärken i sin notbok föll ur så fort han öppnade boken. Han erinrade sig Spencers uppfinning, strök lite av klistret på sina bokmärken och resultatet blev perfekt. Han sålde då sin uppfinning till 3M som började marknadsföra det 1977.
Post-it är ett varumärkesord så andra tillverkare använder namn som Sticky notes eller Sticky pads. Ordet post-it-lapp finns i SAOL (publicerad 2015).